# Heinrich Boere
Pour les articles homonymes, voir Boere.
Heinrich Boere (né le 27 septembre 1921, et mort le 1er décembre 2013) est un criminel de guerre néerlandais et ancien membre de la Waffen-SS.
Boere est né à Eschweiler en Allemagne, d'un père néerlandais et d'une mère allemande, mais ses parents déménagèrent à Maastricht dès ses deux ans. Il s'engagea dans la Waffen-SS en septembre 1940, après seulement quelques mois d'occupation allemande des Pays-Bas. En juin 1941, alors âgé de 19 ans, il partit se battre sur le front de l'Est. On ne sait rien de ses activités là-bas. En décembre 1942, il contracta la pyélonéphrite et fut ramené à Maastricht.

## Crimes de guerre
En 1943, Boere devint un membre d'une des quinze principales unité de volontaires néerlandais de la Waffen-SS, le sonderkommando Feldmeijer (de), chargé de l'élimination des membres de la résistance néerlandaise et des représailles contre la population anti-allemande. À la suite des attaques contre les forces d'occupation allemande et les collaborateurs néerlandais, le chef de la SS et de la police pour les Pays-Bas, Hanns Albin Rauter, ordonna aux Sonderkommando de répliquer en assassinant des civils suspectés de liens avec la résistance. Cette opération, nom de code Silbertanne (Sapin d'argent), fut probablement responsable de 54 assassinats. Boere admit avoir commis trois d'entre eux.
Boere commit son premier crime en juillet 1944, quand il reçut avec un autre SS (Jacobus Petrus Besteman) l'ordre du Sicherheitsdienst (Service de sécurité de la SS) de Bréda d'assassiner un pharmacien nommé Fritz Hubert Ernst Bicknese, père de douze enfants. Habillé en civils, Boere et Besteman entrèrent dans la pharmacie de Bicknese et lui demandèrent son identité. Devant sa réponse positive, Boere lui tira trois coups dans la poitrine puis Besteman lui tira plusieurs fois dessus une fois à terre.
En septembre 1944, un dimanche, Boere et Hendrik Kromhout arrivèrent à Voorschoten, au domicile de Teun de Groot, un vendeur de vélos père de cinq enfants, qui cachait des fugitifs dans sa boutique et était en contact avec des activistes anti-nazis. Tandis que Groot, en pyjama, se débattait avec son portefeuille pour montrer ses papiers, Boere et Kromhout lui tirèrent dessus. Puis ils se rendirent à l'appartement de F.W. Kusters, le firent monter de force dans leur voiture, et sortirent de la ville. Le duo, affirmant avoir un pneu à plat, arrêta le véhicule et abattit Kusters.

## L'après-guerre
Dans l'immédiat après-guerre, Boere passa deux ans dans un camp de prisonniers de guerre allié, où il fut interrogé et avoua ses trois crimes. Après sa sortie du camp, Boere commença par se cacher de peur d'être condamné à une lourde peine de prison, puis tenta de fuir en Allemagne. En 1949, un tribunal néerlandais condamna Boere par contumace à la peine de mort, pour les trois meurtres, soutien à l'ennemi et service dans l'armée ennemie. En vertu de la loi néerlandaise, la dernière sentence entraîna automatiquement la perte de sa nationalité néerlandaise. Boere demanda alors la citoyenneté allemande, se basant sur une Führererlass, une loi promulguée par Hitler donnant à tous les SS la nationalité allemande. Cette loi resta en application durant les années cinquante et soixante, mais fut finalement annulée sous la pression de l'Union européenne. Sur cette base, Boere était donc apatride, ce qui a été confirmé durant le procès contre lui qui a commencé en octobre 2009. Le gouvernement allemand a refusé de l'extrader. L'Allemagne de l'Ouest était responsable de la poursuite des criminels de guerre, mais Boere ne fut pas, durant de longues années, traduit en justice là-bas.
Le gouvernement néerlandais demanda de manière répétée l'extradition de Boere. En 1983, un tribunal allemand refusa la requête néerlandaise de remettre Boere aux autorités de son pays d'origine, sur la base de la nationalité allemande de Boere (l'Allemagne n'extradait alors pas ses ressortissants). En 2007, un tribunal d'Aix-la-Chapelle jugea que Boere pouvait effectuer sa peine en Allemagne, mais la cour d'appel de Cologne cassa la sentence, considérant que la condamnation de 1949 était invalide puisque Boere n'avait pas pu présenter de défense. L'affaire Boere attira alors l'attention du public et, en 2007, l'opposition au Parlement néerlandais présenta l'affaire au ministre de la Justice. Boere est listé par le Centre Simon-Wiesenthal comme un criminel de guerre nazi en liberté. Besteman, le complice de Boere pour l'assassinat de Bicknese, a purgé sa peine de prison aux Pays-Bas pour ses crimes de guerre.
Le 14 avril 2008, le procureur de Dortmund annonça qu'il se préparait à poursuivre Heinrich Boere. Le 8 janvier 2009, le tribunal d'Aix-la-Chapelle considéra que Boere était médicalement inapte, et ne pouvait faire l'objet de poursuite dans cette affaire.
La cour d'appel provinciale de Cologne considéra le 7 juillet 2009 qu'Heinrich Boere était capable de supporter un procès, allant ainsi à l'encontre de la cour inférieure. Suivant la jurisprudence du tribunal constitutionnel fédéral, la cour décida de refuser l'appel de Boere. Cependant, en accord avec le tribunal, il comparut sous supervision médicale, avec un docteur veillant sur lui pendant la durée du procès. Le procès débuta le 28 octobre 2009 au tribunal régional d'Aix-la-Chapelle.
En 2009, Boere vivait en maison de retraite dans sa ville natale d'Eschweiler, en Allemagne. Il comparut libre à son procès. Dans une interview accordée à Der Spiegel, il déclara : « Je ne suis pas intéressé par ce qui s'est passé à l'époque ». Dans un documentaire des journalistes néerlandais Rob van Olm et Jan Louter, qui furent les premiers à attirer l'attention du public sur lui, Boere avait admis quelques remords, qu'il avait confessé ses crimes à un prêtre et qu'il priait pour ses victimes. Le 23 mars 2010, il a été condamné à la prison à perpétuité à Aix-la-Chapelle. Il a été transféré le 15 décembre 2011 vers un hôpital pénitentiaire allemand pour y purger sa peine.